# Girls' Generation (album, 2011)
Pour les articles homonymes, voir Girls' Generation.
Albums de Girls' Generation
Hoot
(2010) The Boys
(2011)
Singles
1. Genie
Sortie : 8 septembre 2010
2. Gee
Sortie : 20 octobre 2010
3. MR. TAXI / Run Devil Run
Sortie : 27 avril 2011

Girls' Generation est le troisième album studio du groupe sud-coréen Girls' Generation. L'album est sorti le 1er juin 2011 au Japon. Il arrive 1er à l'Oricon. Il se vend à 231 553 exemplaires la première semaine et reste classé 30 semaines pour un total de 734 859 exemplaires vendus.

## Liste des chansons
| Girls' Generation CD | Girls' Generation CD             | Girls' Generation CD              | Girls' Generation CD                                                    | Girls' Generation CD | Girls' Generation CD | Girls' Generation CD | Girls' Generation CD | Girls' Generation CD | Girls' Generation CD |
| No                   | Titre                            | Paroles                           | Musique                                                                 | Durée                |                      |                      |                      |                      |                      |
| -------------------- | -------------------------------- | --------------------------------- | ----------------------------------------------------------------------- | -------------------- | -------------------- | -------------------- | -------------------- | -------------------- | -------------------- |
| 1.                   | MR. TAXI                         | STY                               | STY, Scott Mann, Chad Royce, Paolo Prudencio, Allison Veltz             | 3:33                 |                      |                      |                      |                      |                      |
| 2.                   | GENIE (Japanese Version)         | Kanata Nakamura, Yoo Young-jin    | Fridolin Nordso Schjoldan, Yoo Young-jin                                | 3:42                 |                      |                      |                      |                      |                      |
| 3.                   | you-aholic                       | STY                               | STY, Lindy Roberts, E.Kidd Bogart, Greg Ogan, Spencer Nezey             | 3:29                 |                      |                      |                      |                      |                      |
| 4.                   | Run Devil Run (Japanese Version) | Kanata Nakamura, Hong Ji-Yu       | Alex James, Michael Busbee, Kalle Engström                              | 3:21                 |                      |                      |                      |                      |                      |
| 5.                   | BAD GIRL                         | Hiro                              | Hiro, Jörgen Elofsson, Jesper Jakobson, Lauren Dyson                    | 3:44                 |                      |                      |                      |                      |                      |
| 6.                   | Beautiful Stranger               | Hiro                              | Hiro, Leah Haywood, Daniel James, Carl Sturken, Evan Rogers             | 2:42                 |                      |                      |                      |                      |                      |
| 7.                   | I'm in Love With The HERO        | Kanata Nakamura                   | Leah Haywood, Daniel James, Kevin Christopher Ross, Bret Carlson Puchir | 2:48                 |                      |                      |                      |                      |                      |
| 8.                   | Let It Rain                      | Hiro                              | Hiro, Love, Habolin                                                     | 3:40                 |                      |                      |                      |                      |                      |
| 9.                   | Gee (Japanese Version)           | Kanata Nakamura, E-Tribe          | E-Tribe                                                                 | 3:21                 |                      |                      |                      |                      |                      |
| 10.                  | THE GREAT ESCAPE                 | STY                               | STY, Andre Merritt, E.Kidd Bogart, Greg Ogan, Spencer Nezey             | 3:49                 |                      |                      |                      |                      |                      |
| 11.                  | Hoot (Japanese Version)          | Kanata Nakamura, John Hyunkyu Lee | Alex James, Lars Halvor Jensen, Martin Michael Larsson                  | 3:17                 |                      |                      |                      |                      |                      |
| 12.                  | BORN TO BE A LADY                | Kanata Nakamura                   | Leah Haywood, Daniel James, Shelly Peiken                               | 3:56                 |                      |                      |                      |                      |                      |
| 41:22                |                                  |                                   |                                                                         |                      |                      |                      |                      |                      |                      |

| 1. | MR. TAXI (JPN Original ver.) |  |
| 2. | MR. TAXI (JPN Dance ver.)    |  |
| 3. | GENIE (JPN Original ver.)    |  |
| 4. | Gee (JPN Original ver.)      |  |

| 1. | MR. TAXI (Original)       |  |
| 2. | GENIE (JPN Original ver.) |  |
| 3. | Gee (JPN Original ver.)   |  |

Albums de Girls' Generation
Hoot
(2010)
Singles
1. GENIE
Sortie : 8 septembre 2010
2. Gee
Sortie : 20 octobre 2010
3. MR. TAXI / Run Devil Run
Sortie : 27 avril 2011

## Girls' Generation ~The Boys~
Girls' Generation ~The Boys~ est un album repackaged du 1er album studio japonais du groupe sud-coréen Girls' Generation. L'album est sorti le 28 décembre 2011 au Japon.

### Liste des chansons
| Girls' Generation ~The Boys~ CD | Girls' Generation ~The Boys~ CD         | Girls' Generation ~The Boys~ CD                             | Girls' Generation ~The Boys~ CD                                         | Girls' Generation ~The Boys~ CD | Girls' Generation ~The Boys~ CD | Girls' Generation ~The Boys~ CD | Girls' Generation ~The Boys~ CD | Girls' Generation ~The Boys~ CD | Girls' Generation ~The Boys~ CD |
| No                              | Titre                                   | Paroles                                                     | Musique                                                                 | Durée                           |                                 |                                 |                                 |                                 |                                 |
| ------------------------------- | --------------------------------------- | ----------------------------------------------------------- | ----------------------------------------------------------------------- | ------------------------------- | ------------------------------- | ------------------------------- | ------------------------------- | ------------------------------- | ------------------------------- |
| 1.                              | The Boys (Japanese Version)             | Yoo Youngjin, Teddy Riley, Taesung Kim, DOM, Richard Garcia |                                                                         | 3:46                            |                                 |                                 |                                 |                                 |                                 |
| 2.                              | THE GREAT ESCAPE (Brian Lee Remix)      | STY                                                         | STY, Andre Merritt, E.Kidd Bogart, Greg Ogan, Spencer Nezey             | 4:52                            |                                 |                                 |                                 |                                 |                                 |
| 3.                              | BAD GIRL (The Cataracs Remix) feat. DEV | Hiro                                                        | Hiro, Jörgen Elofsson, Jesper Jakobson, Lauren Dyson                    | 4:30                            |                                 |                                 |                                 |                                 |                                 |
| 4.                              | Time Machine                            |                                                             |                                                                         | 3:53                            |                                 |                                 |                                 |                                 |                                 |
| 5.                              | MR. TAXI                                | STY                                                         | STY, Scott Mann, Chad Royce, Paolo Prudencio, Allison Veltz             | 3:34                            |                                 |                                 |                                 |                                 |                                 |
| 6.                              | GENIE (Japanese Version)                | Kanata Nakamura, Yoo Young-jin                              | Fridolin Nordso Schjoldan, Yoo Young-jin                                | 3:41                            |                                 |                                 |                                 |                                 |                                 |
| 7.                              | Gee (Japanese Version)                  | Kanata Nakamura, E-Tribe                                    | E-Tribe                                                                 | 3:22                            |                                 |                                 |                                 |                                 |                                 |
| 8.                              | I'm in Love With The HERO               | Kanata Nakamura                                             | Leah Haywood, Daniel James, Kevin Christopher Ross, Bret Carlson Puchir | 2:49                            |                                 |                                 |                                 |                                 |                                 |
| 9.                              | Hoot (Japanese Version)                 | Kanata Nakamura, John Hyunkyu Lee                           | Alex James, Lars Halvor Jensen, Martin Michael Larsson                  | 3:19                            |                                 |                                 |                                 |                                 |                                 |
| 10.                             | Let It Rain                             | Hiro                                                        | Hiro, Love, Habolin                                                     | 3:40                            |                                 |                                 |                                 |                                 |                                 |
| 11.                             | Beautiful Stranger                      | Hiro                                                        | Hiro, Leah Haywood, Daniel James, Carl Sturken, Evan Rogers             | 2:43                            |                                 |                                 |                                 |                                 |                                 |
| 12.                             | you-aholic                              | STY                                                         | STY, Lindy Roberts, E.Kidd Bogart, Greg Ogan, Spencer Nezey             | 3:29                            |                                 |                                 |                                 |                                 |                                 |
| 13.                             | Run Devil Run (Japanese Version)        | Kanata Nakamura, Hong Ji-Yu                                 | Alex James, Michael Busbee, Kalle Engström                              | 3:23                            |                                 |                                 |                                 |                                 |                                 |
| 14.                             | BORN TO BE A LADY                       | Kanata Nakamura                                             | Leah Haywood, Daniel James, Shelly Peiken                               | 4:05                            |                                 |                                 |                                 |                                 |                                 |
| 15.                             | MR. TAXI (Steve Aoki Remix)             | STY                                                         | STY, Scott Mann, Chad Royce, Paolo Prudencio, Allison Veltz             | 5:03                            |                                 |                                 |                                 |                                 |                                 |
| 56:14                           |                                         |                                                             |                                                                         |                                 |                                 |                                 |                                 |                                 |                                 |

| 1. | The Boys (English Version) |  |
| 2. | BAD GIRL                   |  |